# Platysenta iaspis
Platysenta iaspis là một loài bướm đêm trong họ Noctuidae.